# Falkenberg
För andra betydelser, se Falkenberg (olika betydelser).
Falkenberg är en tätort i Halland och centralort i Falkenbergs kommun, Hallands län, belägen vid Ätrans utlopp i Kattegatt. Motorvägen E6/E20 som går mellan Oslo och Köpenhamn via Göteborg går vid Falkenberg. Järnvägen Västkustbanan passerar också förbi staden.

## Historia

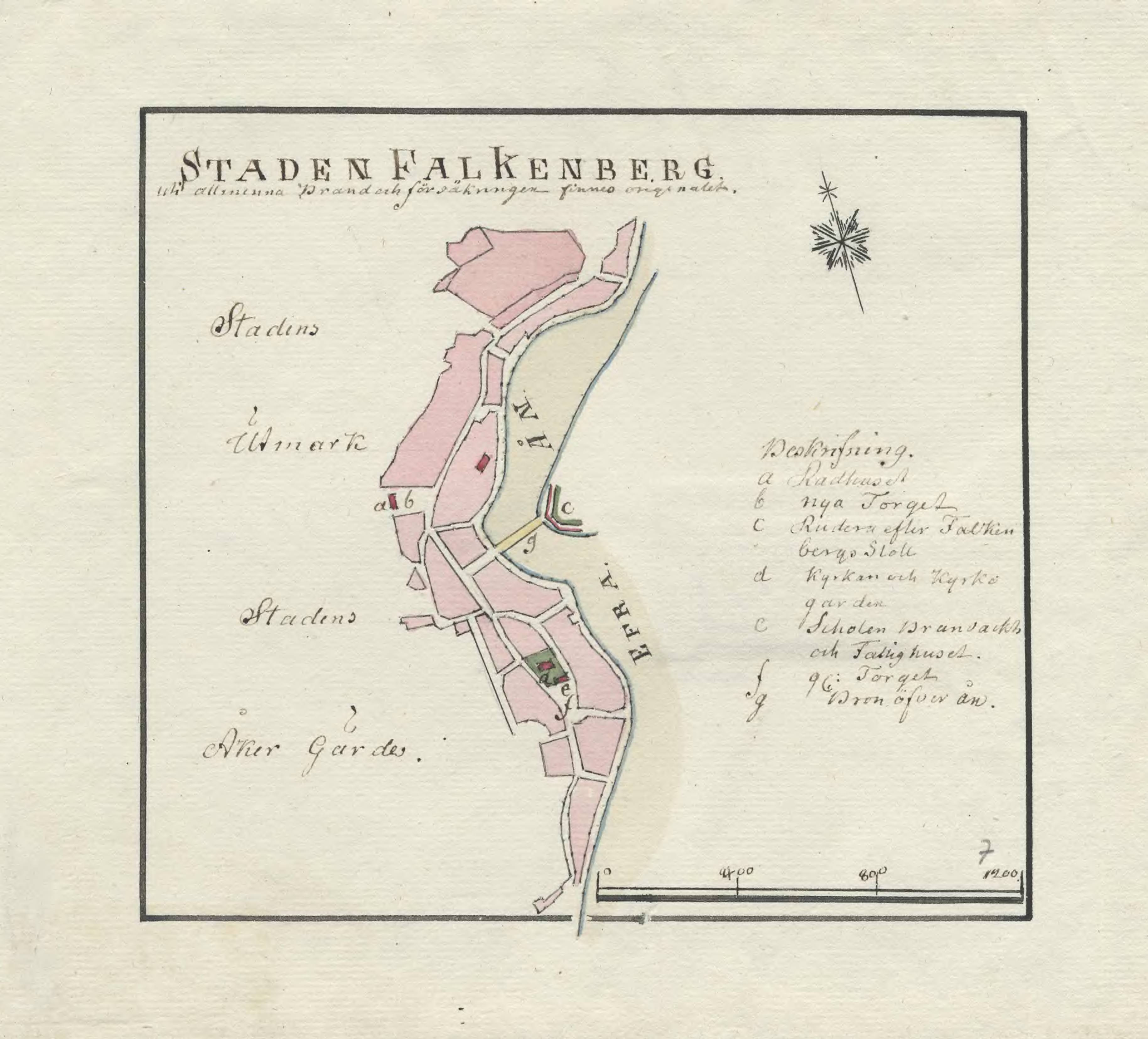
Karta över Falkenberg från 1790-talet.

Falkenberg började träda in i historiens ljus i slutet av 1200-talet, varifrån de första skriftliga beläggen finns. Staden kom möjligen att ta över som lokalt maktcentrum efter en tidigare plats i Stafsinge (Stomma kulle). Den var då, liksom övriga Halland, dansk. Från 1300-talet och fram till nordiska sjuårskriget fanns även staden Ny-Falkenberg. Falkenbergs borg, varifrån Falkenbergs slottslän styrdes, förstördes av Engelbrekts trupper 1434 och kom inte att byggas upp, vilket gjorde att slottslänet försvann. Det första kända privilegiebrevet för staden är från 1558. Staden växte sedan upp på den norra sidan av Ätran, men kom under 1900-talet att även sprida sig till den södra sidan av ån.

### Administrativa tillhörigheter
Falkenbergs stad  ombildades vid kommunreformen 1862 till en stadskommun med mindre delar i kringliggande socknar/landskommuner. 1908 införlivades Herting från Skrea socken/landskommun, 1937 Arvidstorp från Stafsinge socken/landskommun och 1950 ett mindre område från Vinbergs socken/landskommun. 1952 införlivades hela Skrea socken/landskommun i stadskommunen där bebyggelsen därefter bara upptog en mindre del av stadskommunens yta. 1971 uppgick Falkenbergs stad i Falkenbergs kommun och orten är sedan dess centralort i kommunen.
Falkenberg har hört och hör till Falkenbergs församling samt en mindre del till Skrea församling.
Orten ingick till 1938 i domkretsen för Falkenbergs rådhusrätt, för att därefter till 1948 ingå i Årstads och Faurås tingslag och från 1948 till 1971 ingå i Årstads, Faurås och Himle tingslag. Från 1971 till 1972 ingick Falkenberg i Hallands mellersta tingsrätt  och den ingår sedan 1972 i Varbergs tingsrätt tillsammans med kommunerna Kungsbacka och Varberg.

### Befolkningsutveckling
| Befolkningsutvecklingen i Falkenberg 1770–2020 | Befolkningsutvecklingen i Falkenberg 1770–2020 | Befolkningsutvecklingen i Falkenberg 1770–2020 | Befolkningsutvecklingen i Falkenberg 1770–2020 | Befolkningsutvecklingen i Falkenberg 1770–2020 |
| --- | ---------------------------------------------- | ---------------------------------------------- | ---------------------------------------------- | ---------------------------------------------- |
| |                                                |                                                |                                                |                                                |
| År |                                                |                                                | Folkmängd                                      | Areal (ha)                                     |
| 1770 | 1770                                           |                                                | 551                                            |                                                |
| 1810 | 1810                                           |                                                | 636                                            |                                                |
| 1850 | 1850                                           |                                                | 953                                            |                                                |
| 1890 | 1890                                           |                                                | 1 760                                          |                                                |
| 1910 | 1910                                           |                                                | 4 452                                          |                                                |
| 1930 | 1930                                           |                                                | 5 604                                          |                                                |
| 1950 | 1950                                           |                                                | 8 667                                          |                                                |
| 1960 | 1960                                           |                                                | 9 999                                          |                                                |
| 1965 | 1965                                           |                                                | 11 817                                         |                                                |
| 1970 | 1970                                           |                                                | 13 476                                         |                                                |
| 1975 | 1975                                           |                                                | 14 148                                         |                                                |
| 1980 | 1980                                           |                                                | 15 653                                         |                                                |
| 1990 | 1990                                           |                                                | 17 322                                         | 1 416                                          |
| 1995 | 1995                                           |                                                | 18 308                                         | 1 434                                          |
| 2000 | 2000                                           |                                                | 18 581                                         | 1 448                                          |
| 2005 | 2005                                           |                                                | 18 972                                         | 1 454                                          |
| 2010 | 2010                                           |                                                | 20 035                                         | 1 485                                          |
| 2015 | 2015                                           |                                                | 24 099                                         | 1 809                                          |
| 2018 | 2018                                           |                                                | 27 301                                         | 2 201                                          |
| 2020 | 2020                                           |                                                | 28 747                                         | 2 415                                          |
| Anm.: Sammanvuxen med Skogstorp och Skreanäs 2015, med Skrea 2018 samt med Vinbergs kyrkby 2020. Data före 1950 avser staden som administrativ enhet (år 1950 hade staden 8 446 invånare och tätorten 8 667 invånare) |                                                |                                                |                                                |                                                |

## Bebyggelse

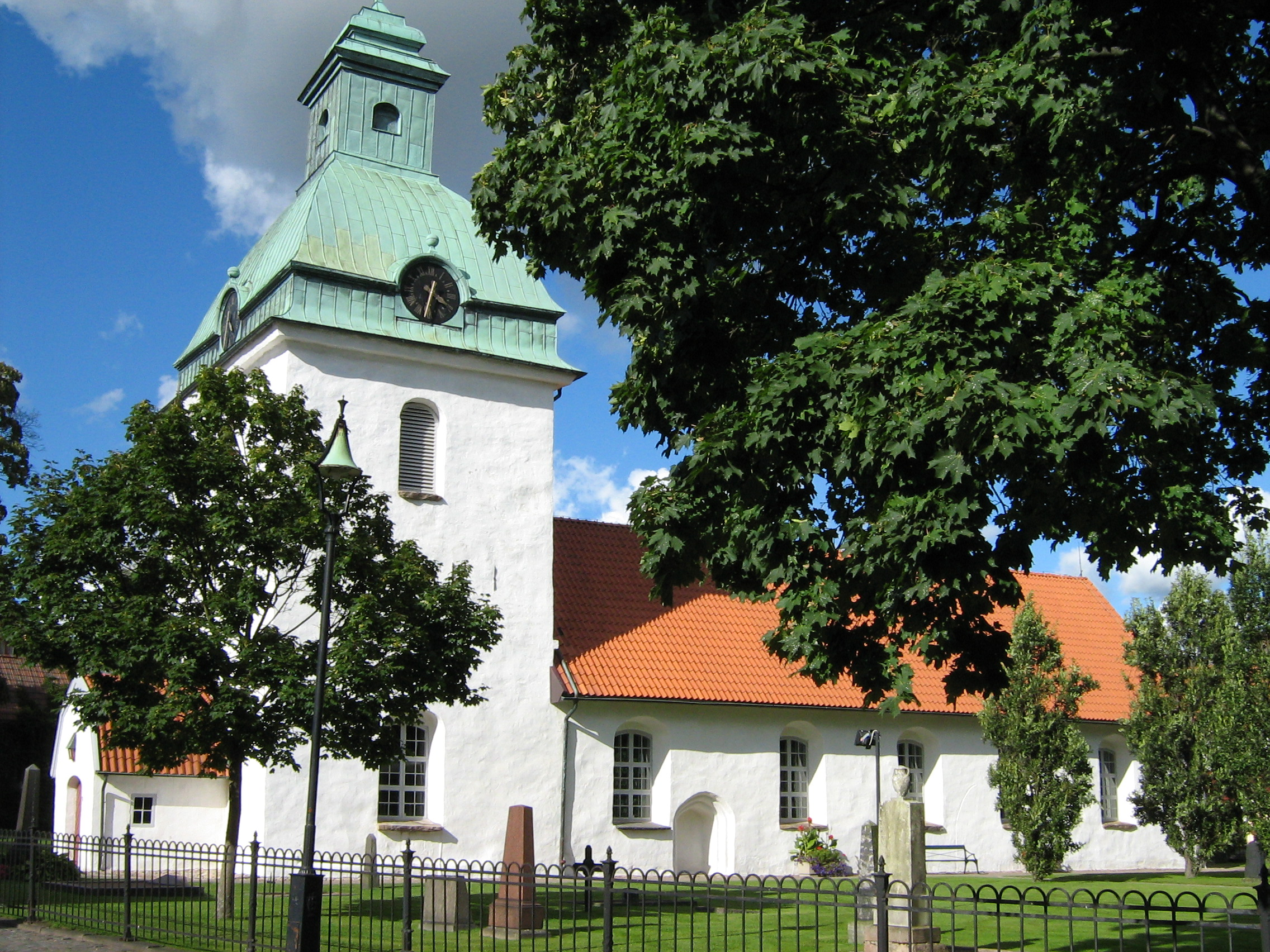
Sankt Laurentii kyrka i Gamla stan.

Stadens centrum ligger väster om Ätran där en stor andel av stadens butiker ligger, liksom gymnasieskolan, Stortorget och stadens restauranger och pubar. Öster om Ätran ligger bland annat Skrea strand, Falkenbergs IP och Klitterbadet. 
I staden finns bland annat äldre träbebyggelse, Gamla stan, samt fina ströv- och fiskeområden kring Ätran. Lennart Thams stadshus från 1959 är ett fint exempel på sen funktionalism (ritat på 1940-talet).

### Stadsdelar
| - Arvidstorp - Ekhaga - Fajans - Falkagård - Gamla stan - Hansagård - Herting - Hertings gård | - Hjortsberg - Kristineslätt - Näset - Ringsegård - Skogstorp - Slätten - Stafsinge - Skrea | - Strandhaga - Tröingeberg - Tröinge Ängar - Tånga Parkstad - Valencia - Västra gärdet - Östra gärdet |

## Kommunikationer

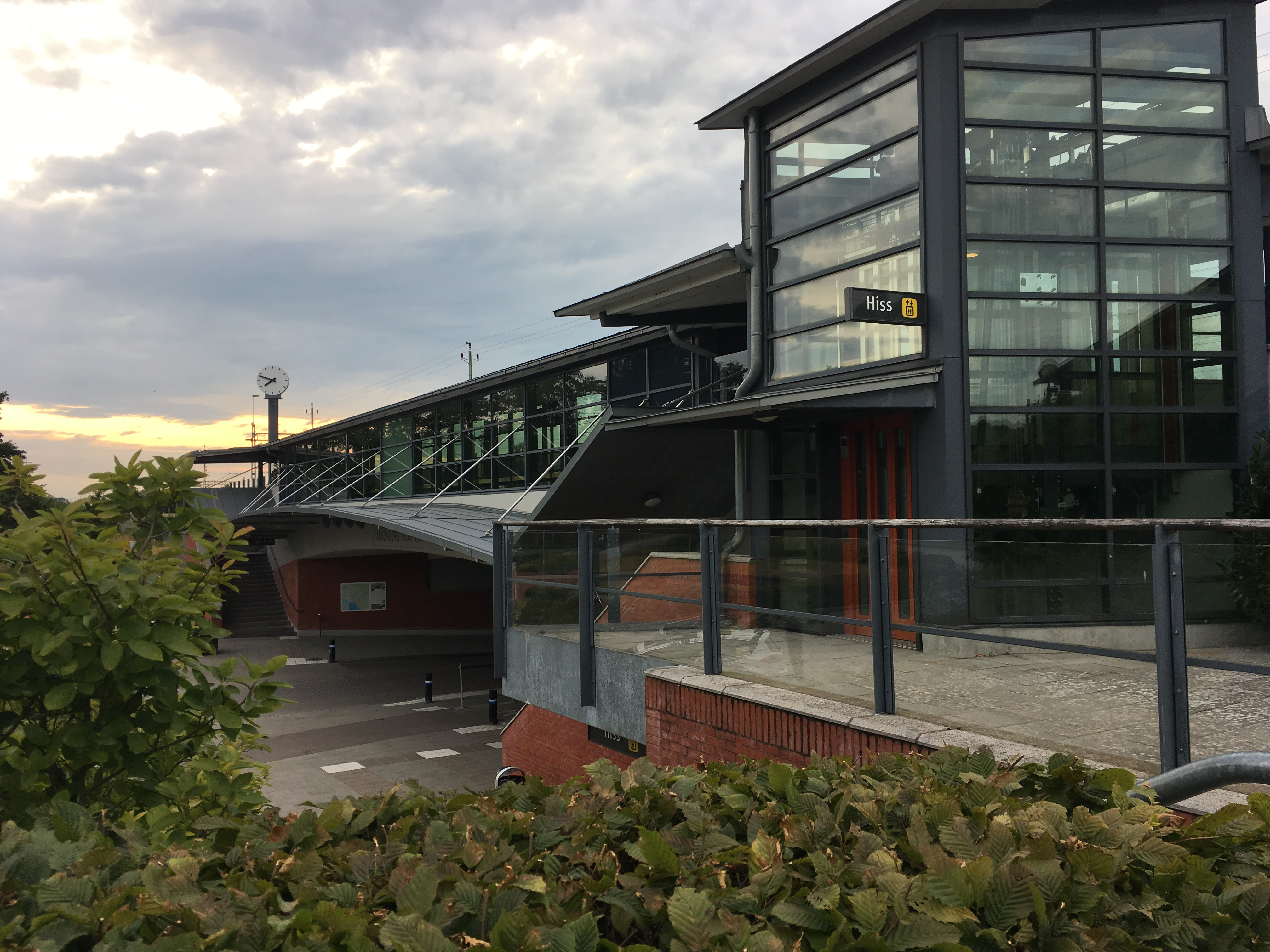
Falkenbergs järnvägsstation.

Falkenberg ligger vid motorvägen Göteborg-Malmö, E6/E20. Falkenbergs järnvägsstation  ligger sedan 2008 i utkanten av staden, 2 km från centrum och förbinder staden med andra orter längs kusten genom Västkustbanan. Mellan 1894 och 1961 förband Falkenbergs järnväg staden med inlandet.
Stadsbussarna i Falkenberg sköts av landstingsägda Hallandstrafiken. Utöver stadsbussarna, utgår även kommun- och regiontrafik från Falkenberg till kringliggande orter.
| Linje | Sträckning för stadsbussarna                                          |
| ----- | --------------------------------------------------------------------- |
| 1     | Stortorget - Hjortsberg - Hansagård - Skrea Stationsväg               |
| 2     | Stortorget - Bussterminalen - Kattegattcenter                         |
| 3     | Stortorget - Bussterminalen - Skogskyrkogården - Slätten - Hjortsberg |
| 6     | Stortorget - Arvidstorp - Ekhaga - Falkagård                          |
| 7     | Stortorget - Skogstorp - Glommen                                      |
| 8     | Bussterminalen - Skomakarehamnen                                      |
| 10    | Bussterminalen - Falkenbergs station                                  |
| 509   | Bussterminalen - Ringsegård - Boberg                                  |
| 556   | Bussterminalen - Tröingeberg                                          |

## Näringsliv

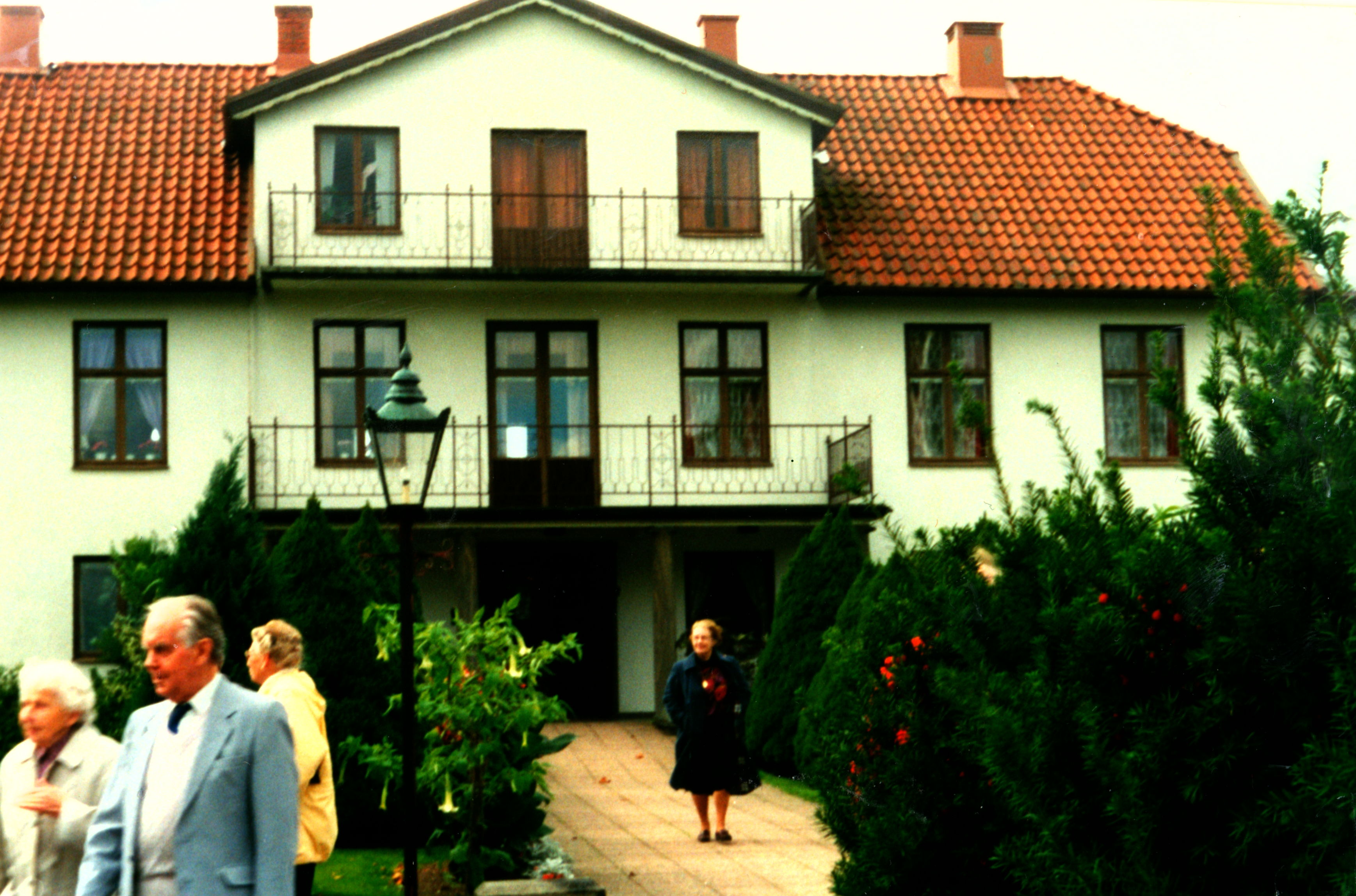
Hertigen herrgård 1995.

Den gamla hamnstaden har ett mångsidigt näringsliv, med viss tonvikt på livsmedels- och verkstadsindustri så som, Carlsberg Sverige, Arla mejeri och Falkenbergs Laxrökeri.
Andra industrier med betydande verksamhet fram till 1990-talet har varit Scandinavian Glasfiber (senare Owens Corning) och statliga Vin & Sprit.

### Handel
De kooperativa butikerna i Falkenberg drevs historiskt av Falkenbergs kooperativa handelsförening, som grundades den 15 november 1904. Föreningen kallades senare Konsumtionsföreningen Falkenberg med omnejd och uppgick år 1975 i Konsum Väst. Man hade vid fusionen även butiker i Slöinge, Vessigebro och Ullared.
Falkenbergs första Domus öppnade den 20 november 1957 i korsningen Brogatan-Storgatan. Det var ett förhållandevis litet varuhus med tolv anställda. Ett större Domusvaruhus byggdes vid Stortorget och invigdes den 29 oktober 1969. Nya Domus profilerades 1975 om till Domus Marknad. Domus vid Stortorget blev senare Coop Extra, som stängde den 29 september 2005. Domus vid Stortorget gjordes om till gallerian Gallerian som öppnade våren 2007.
Falkcentrum på Klockaregatan etablerades den 4 april 1974 när Wessels öppnade i företaget Pellys tidigare fabrikslokal. Wessels blev senare B&W som tog över hela lokalen. Senare blev B&W Coop Forum. År 2016 bestämde Coop att Coop Forum vid Klockaregatan skulle stängas och en ny Stora Coop byggas vid Nygatan. Coop Forum stängde i juni 2018 och Stora Coop öppnade vid Nygatan i september 2018.
Stora Coop bytte en tid efter öppnandet namn till enbart Coop och kedjan tog även över Nettos två butiker som blev Coop i september 2019 och mars 2020. Den 26 november 2020 öppnade Coop dessutom en fjärde lokal i Gallerian på Stortorget.
Falkenberg har även två Ica-butiker, en i Skrea strands centrum och en Ica Kvantum, som ligger vid Sandgatan och invigdes i november 2003. I anslutning till Ica Kvantum finns ett mindre handelsområde med fackbutiker.
Willys etablerade sig i Falkenberg i oktober 2003 när gamla Exet omprofilerades. Lidl etablerade sig i Falkenberg den 9 september 2004. Både Willys och Lidl låg vid Tångarondellen och där etablerades ett köpcentrum, Tånga handelsområde, som började invigas i september 2019.

### Bankväsende
Falkenbergs sparbank grundades 1866. Den är alltjämt fristående.
Hallands enskilda bank hade ett kontor i Falkenberg åtminstone från 1870-talet. Dessutom fanns från 1866 i Vessige en bankrörelse kallad Vessige sparbank som riktade sig mot Falkenberg. Den ombildades 1878 till Mellersta Hallands folkbank, med avdelningskontor i Falkenberg. Den 19 april 1895 flyttade även huvudkontoret till Falkenberg. År 1900 uppgick folkbanken i Hallands enskilda bank och Mellersta Hallands bankaktiebolag bildades i dess ställe. Hallandsbanken uppgick 1905 i Göteborgs bank.
Mellersta Hallands bank uppgick 1916 i Smålands enskilda bank. Under 1910-talet tillkom dessutom kontor för Hallands lantmannabank och Svenska lantmännens bank. Hallands lantmannabank uppgick 1923 i Nordiska Handelsbanken. År 1925 överlät Smålandsbanken sitt kontor till Göteborgs handelsbank. När Göteborgs handelsbank delades upp 1949 övertogs dess kontor av Jordbrukarbanken. Jordbrukarbanken blev senare PKbanken som blev Nordbanken och tog över Götabanken. SEB öppnade ett kontor i Falkenberg under 2006.

## Kultur & sevärdheter

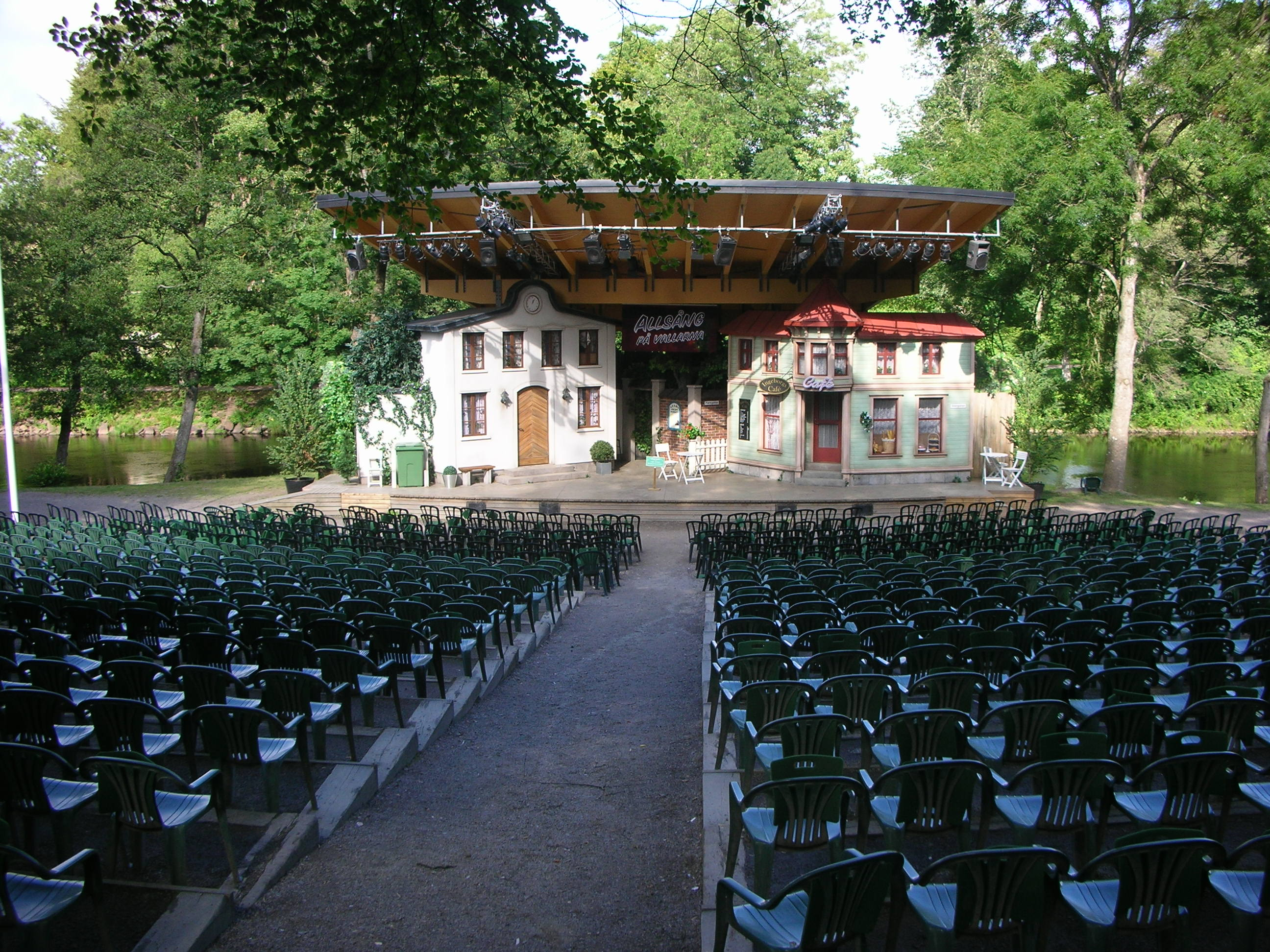
Vallarnas friluftsteater i Falkenberg.

I staden finns det flera museer. Falkenbergs hembygdsmuseum fokuserar på ortens historia och Rian (tidigare Falkenbergs museum) på design. Fotomuseet Olympia är inrymt i ortens första biograf. Vid Törngrens krukmakeri tillverkades under många år keramik.
I Falkenberg finns det ett Folket hus, där föreningen funnits sedan 1906.. Falkenberg har fina badmöjligheter, bland annat vid Skrea strand. Inomhusbadet Klitterbadet invigdes 1983 (det hade dock funnits som utomhusbad sedan 1969).
Vid Vallarna anordnas det sommartid teater (buskis) utomhus på Vallarnas friluftsteater. Verksamheten startades 1996 av komikerparet Stefan & Krister och var där Annika Andersson och Jojje Jönsson startade sina karriärer. Lång innan Vallarnas tillkomst hade Arne Pärson skrivit revyer och sångtexter. Filmen Farväl Falkenberg, som utspelar sig i staden och är regisserad av lokala förmågan Jesper Ganslandt, släpptes 2006.
Andra kulturpersoner och musikgrupper med koppling till Falkenberg:

- Fredrik Wenzel, filmfotograf och guldbaggevinnare.
- Carl-Johan Vallgren, författare
- Arvid Carlsson (konstnär)
- Falkenbergs Blåsorkester
- Matz Bladhs, metalcore
- Sonic Syndicate, metalcore

### Kyrkor
Från medeltiden har Sankt Laurentii kyrka varit Falkenbergs kyrka. Den ersattes 1892 som församlingskyrka av den nygotiska Falkenbergs kyrka.

## Skolor
Den första skolan i Falkenberg var Falkenbergs trivialskola. Den ersattes under 1890-talet av en elementarskola. Denna skola kom att gå igenom flera organisationsformer. Vid grundskolans genomförande blev Falkenbergs gymnasium en separat skola och flyttade till egna lokaler samtidigt som flera högstadieskolor skapades. Det finns 2025 två gymnasieskolor (utöver den kommunala driver Drottning Blankas Gymnasieskola en skola i staden) och fem högstadieskolor (Skogstorpsskolan, Tröingeskolan, Tullbroskolan, Tångaskolan och Vesterhavsskolan) i staden.

## Sport och friluftsliv

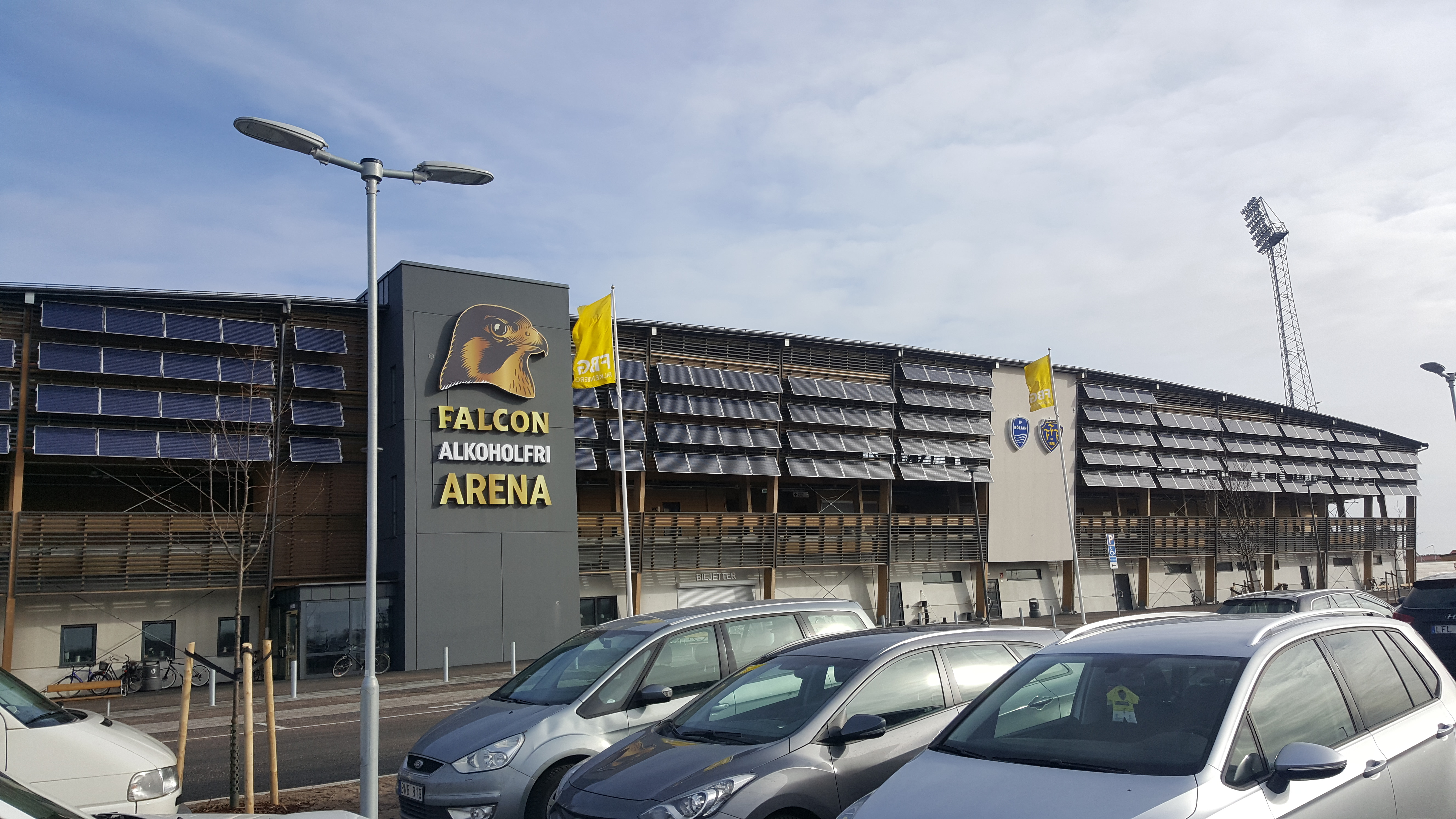
Falcon Alkoholfri Arena, byggd 2017.

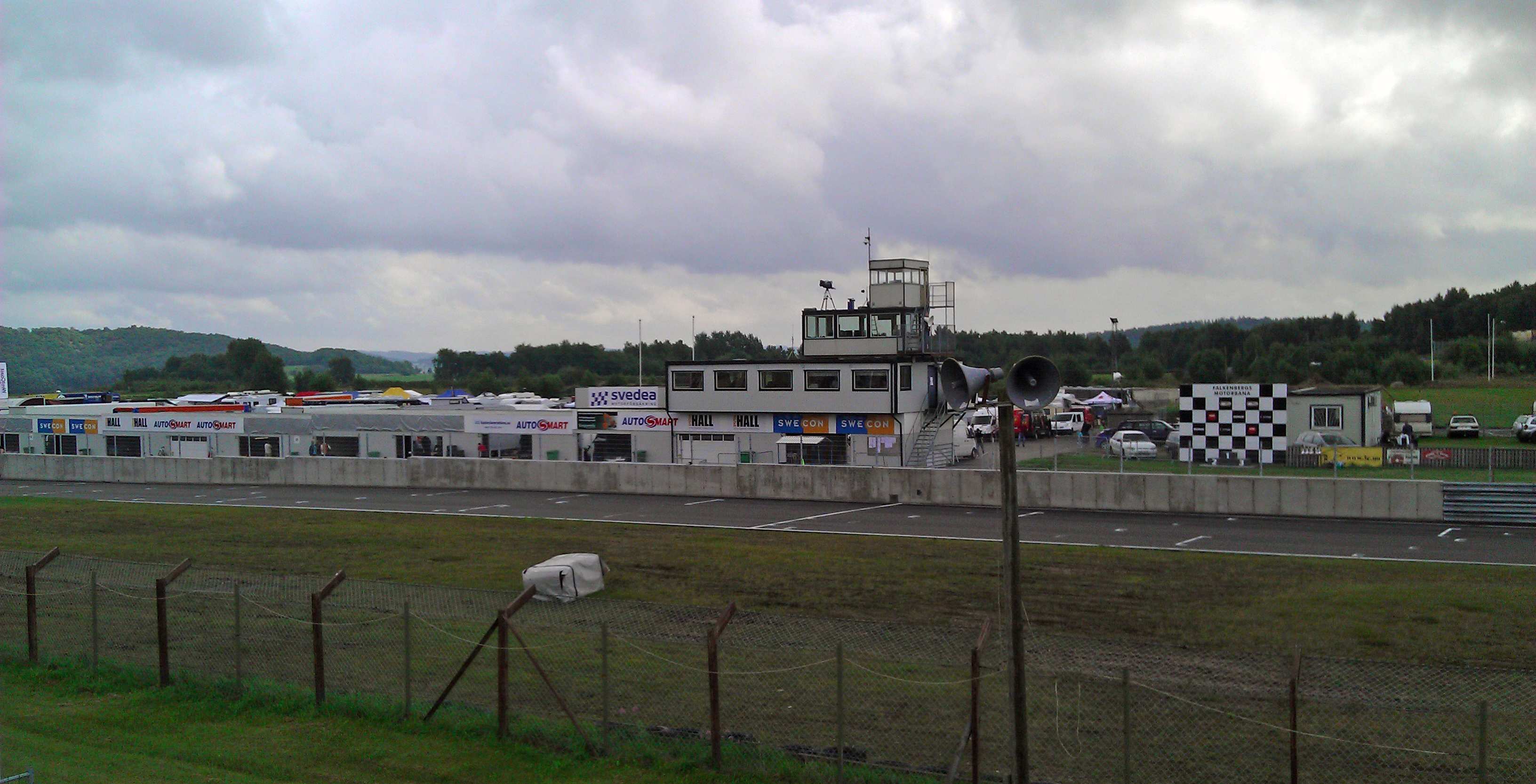
Falkenbergs motorbana.

Falkenberg har flera klubbar på elitnivå. Bordtennislaget Falkenbergs BTK tillhör sedan lång tid tillbaka eliten, med flera svenska mästerskapstitlar och en Europacupseger. Bland klubbens större lokala talanger genom åren finns Ulf "Tickan" Carlsson som vann VM-guld i dubbel vid Världsmästerskapen i bordtennis 1985 samt Stellan Bengtsson (från näraliggande byn Slöinge).
Fotbollslaget Falkenbergs FF har sedan debuten 2013 spelat totalt fem säsonger i Allsvenskan. Falkenberg har fostrat flera fotbollsspelare med landslagsmeriter: Rutger Backe (allsvensk skytteligavinnare med Halmstad BK, med IF Böljan som moderklubb), Pär Zetterberg (utlandsproffs i Belgien och Grekland, moderklubb Falkenbergs FF), Magnus Svensson (moderklubb Vinbergs IF) samt Jesper Karlsson (moderklubb IF Böljan).
Under 2000-talet etablerade sig Falkenbergs VBK som en av Sveriges främsta volleybollklubbar på herrsidan, 2007 tog klubben sitt första i en rad svenska mästerskapsguld. De lade dock ned elitverksamheten 2023. Utanför lagidrotterna tillhör racerföraren Peggen Andersson en av orten mer meriterade idrottspersoner.
| Övriga idrottsklubbar: - Falkenbergs Dykarklubb – Dykning - Stafsinge IF (Stafsinges idrottsförening) – fotboll - Arvidstorps IK – fotboll - Rinia IF – fotboll - IS Orion – handboll - Falkenbergs IBK – innebandy - Falkenbergs TK – tennis - Falkenbergs Roddklubb – rodd - Falkenbergs OK – orientering - BK Falkarna – bowling - Falkenbergs CK – cykling - BK Falkenberg – brottning - Falkenbergs Idrottsklubb – friidrott - Falkenbergs GK - golf - Falkenbergortens ryttarförening (FORF) – ridsport - Falkenbergs Inlines & Skateförening - Skrea IF – fotboll - Falkenbergs simklubb – simning - Glommens Muay Thai - Thaiboxning - Falkenberg Phoenix - Flaggfotboll - Falkenbergs scoutkår - scouting | Anläggningar: - Falkhallen - sport, teater och evenemang - Falkenbergs Ishall - Klitterbadet - badanläggning - Falkenbergs idrottsplats - fotbolls- och friidrottstadion - Falkenbergs idrottshall - Kattegatthallen - Hjortsbergs Idrottshall - Falkenbergortens ryttarförening - (2 maneger, 36 hästboxar) - Falkenbergs Motorbana - Falcon Alkoholfri Arena - fotbollsarena |